# Complejo Hospitalario de Salamanca
El Complejo Asistencial Universitario de Salamanca es un conjunto de centros hospitalarios de la provincia de Salamanca (España) y con gestión única compuesto por dos centros ubicados en la ciudad de Salamanca: Hospital Clínico Universitario y Hospital Virgen de la Vega y tres fuera de ella, uno en Béjar, el Hospital Virgen del Castañar, el Centro Hospitalario los Montalvos, en el término municipal de Carrascal de Barregas a 9 km de la ciudad de Salamanca y el Centro de Especialidades de Ciudad Rodrigo, en Ciudad Rodrigo.
El Hospital Universitario de Salamanca está compuesto por los centros asistenciales de la ciudad de Salamanca: Hospital Clínico Universitario (en el que se integró el Edificio Materno-Infantil en 1988) y Hospital Virgen de la Vega con su Centro de Especialidades.

## Historia
El Hospital Virgen de la Vega y el Centro de Especialidades anexo al mismo, se inauguró en 1965, en el ámbito del Seguro Obligatorio de Enfermedad. El Edificio Materno-Infantil y el Hospital Clínico (dependiente de la Universidad de Salamanca) se inauguran en 1975 por los entonces príncipes de España, Juan Carlos de Borbón y Sofía de Grecia. El Hospital Clínico se integra en la red de la Seguridad Social en 1987. En 1988, el Hospital Universitario de Salamanca comenzó a funcionar como un órgano de gestión único, incorporándose en 1999 el Hospital Virgen del Castañar que se gestionaba de forma independiente desde su inauguración en 1963.
Tras completar el proceso de transferencias sanitarias, año 2003, como consecuencia de la unificación de toda la asistencia especializada, se integra al Hospital Los Montalvos (conocido anteriormente como Hospital Martínez Anido), centro inaugurado en 1954 como Hospital antituberculoso. El Centro Hospitalario Los Montalvos se encuentra ubicado a unos 9 km de la capital, se accede a él por la carretera N-620 que va desde Salamanca a Ciudad Rodrigo. La superficie de la parcela totalmente vallada, es de 13,52 ha. Lo construido del Hospital es de 14 199 m², de los cuales 4000 m² corresponden a la superficie en planta del Hospital y anejos, 600 m² corresponden a los dos edificios unidad del dolor y 80 m² a la casa del conserje.

## Centros del Complejo Asistencial Universitario de Salamanca
El Complejo Asistencial Universitario de Salamanca está compuesto por varios hospitales y edificios con gestión única:
- 1965 - Hospital Virgen de la Vega con Centro de Especialidades anexo.
- 1975 - Hospital Clínico y Edificio Materno-Infantil - integrados en la Seguridad Social en 1987. 
  - 1988 - Se integran los cuatro centros anteriores y comienza a funcionar el Hospital Universitario de Salamanca como un órgano de gestión único, con los cuatro edificios ubicados en la ciudad.
- 1999 - Hospital Virgen del Castañar (1963) - se incorpora al complejo asistencia en 1999.
- 2003 - Hospital de Los Montalvos (1954) - integrado en 2003, después de las transferencias sanitarias a la Comunidad de Castilla y León.
- 2006 - Centro de Especialidades de Ciudad Rodrigo construido en 2006.
- Septiembre de 2021 - Se trasladan las urgencias del hospital Virgen de la Vega al nuevo hospital.

### Hospital Universitario de Salamanca
El Hospital Universitario de Salamanca está compuesto por los centros asistenciales de la ciudad de Salamanca: Hospital Clínico Universitario (en el que se integró Edificio Materno-Infantil en 1988) y Hospital Virgen de la Vega con su Centro de Especialidades. Estos cuatro centros se integraron en el año 1988 bajo la denominación de Hospital Universitario de Salamanca.

## Dotación de medios
El complejo hospitalario de Salamanca dispone de los siguientes medios técnicos:
| - 2 Tomografía axial computarizada (TAC) - 1 TAC espectral cardiaco - 2 Resonancia magnética - 3 Gammacámaras - 2 Salas de hemodinámica - 2 Salas de electrofisiología - 1 Angiografía por sustracción digital | - 1 Acelerador de partículas - 1 Tomografía por emisión de positrones con TAC (PET-TAC) - 1 Tomografía por emisión de fotones (SPECT) - 5 Mamógrafos - 1 Densitómetros óseos - 31 Equipos de hemodiálisis |

## Especialidades
| - Alergología - Análisis clínicos - Anatomía patológica - Anestesiología y reanimación - Angiología y cirugía vascular - Aparato Digestivo - Bioquímica clínica - Cardiología - Cirugía cardiovascular - Cirugía general y cirugía digestiva - Cirugía maxilofacial - Cirugía pediátrica - Cirugía plástica - Cirugía torácica - Dermatología - Endocrinología - Farmacia - Hematología - Medicina intensiva - Medicina interna - Medicina nuclear - Medicina preventiva | - Microbiología - Nefrología - Neumología - Neurocirugía - Neurofisiología - Neurología - Obstetricia y ginecología - Oftalmología - Oncología médica - Oncología radioterápica - Otorrinolaringología - Pediatría - Prevención de riesgos laborales - Psiquiatría - Radiodiagnóstico - Radiofísica - Rehabilitación - Reumatología - Traumatología y cirugía ortopédica - Urgencias - Urología |